# Inez van Lamsweerde und Vinoodh Matadin

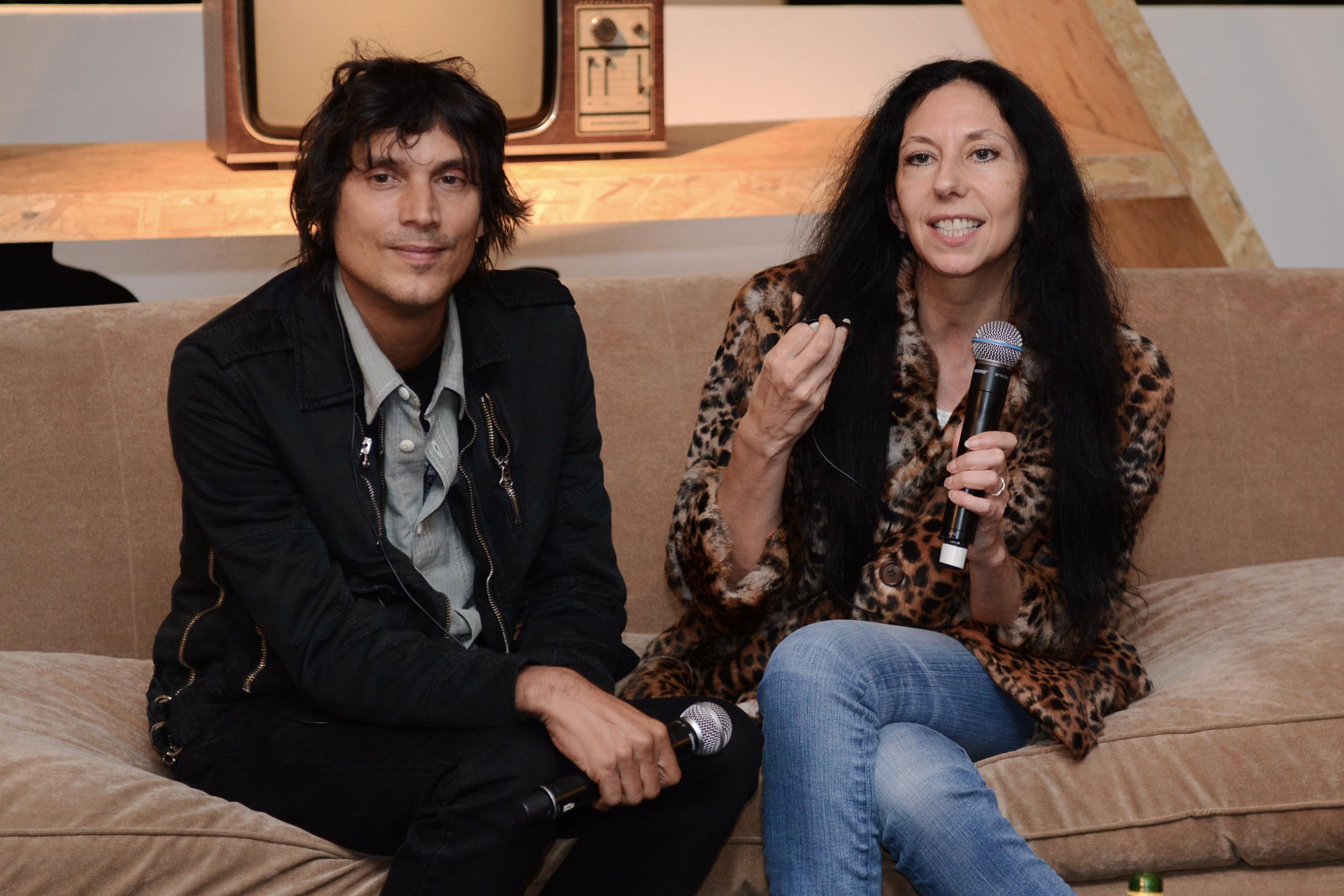
Vinoodh Matadin und Inez van Lamsweerde (2011)

Inez van Lamsweerde (* 25. September 1963 in Amsterdam, Niederlande) und Vinoodh Matadin (* 29. September 1961 in Amsterdam, Niederlande) sind ein niederländisches Modefotografen-Duo. Sie sind durch ihre vielfältigen Arbeiten für Modemagazine, Werbekampagnen und ihre unabhängigen Kunstarbeiten bekannt.

## Biografie
Vinoodh Matadin studierte zwischen 1981 und 1985 Modedesign in Amsterdam. Als er Inez van Lamsweerde 1986 kennenlernte, studierte sie Kunst an der Gerrit Rietveld Akademie (1985–1990). Die beiden wurden Partner, sowohl im Privaten als auch im Beruflichen. Ihre Arbeiten wechselten zwischen Kunst und Mode. Anstatt das Mode- und Kunstgeschehen von außen zu kommentieren, wurden sie ein Teil des Systems. Nach wie vor sind sie für ihre Bilder bekannt, die sowohl kritisch als auch als etwas beunruhigend interpretiert werden können. Matadin und van Lamsweerde spielten schon frühzeitig mit der digitalen Manipulation von Fotos. Es erlaubte ihnen Fragen über Geschlecht und Sexualität, Realität, Oberflächlichkeit und Identität zu erforschen.
Inez verbrachte durch ein Atelierstipendium des MoMA PS1 ein Jahr (1992–1993) in New York, wo sie zwei Serien von Fotos produzierte, die ihr zum Durchbruch verhalfen; Final Fantasy, mit Fotos, die eine Mischung aus Körpern mit jugendlichen, als auch erwachsenen Merkmalen zeigt, inspiriert durch den Rummel um das schlanke Supermodel Kate Moss, fragend nach dem Kind als Symbol der Unschuld; und Thank You Thighmaster, lebensgroße Puppen verschmelzen hier mit echten Modellen, die Schaffung eines ausgeklügelten Zusammenspiels zwischen Glamour und Horror.
1995 produzierte van Lamsweerde die subtiler manipulierte Serie The Forest, in der Männer mit weiblichen Körpermerkmalen zu sehen sind.
Matadin und van Lamsweerde erforschten weiter die Grenzen der Realität, etwa indem sie Fotos hinter den Modellen platzierten und dadurch eine Kluft zwischen den realen Modellen und dem offensichtlich künstlichen Hintergrund entstehen ließen. Zu sehen ist dies zum Beispiel in Go Cindy, Go Cindy aus dem Jahre 1995.
Im Jahre 1997 arbeiteten die beiden das erste Mal mit dem französischen Kunst- und Design-Duo M/M Paris zusammen. Es entstand die Werbekampagne für den Modedesigner Yōji Yamamoto, die zu einem wichtigen Beitrag in der Geschichte der Modefotografie gezählt wird. Die Zusammenarbeit besteht bis heute und hat unter anderem die Werbekampagne für Balenciaga und das Video für den Titel Hidden Place von Björk hervorgebracht.
Die digitalen Manipulationen ihrer Arbeit wurde subtiler, als entwickelten sie ihre eigene künstlerische Sprache, und zurzeit sind die einzigen Manipulationen in ihren Arbeiten normale Retuschierungen.
2009 erschien eine Ausgabe von Stern Fotografie mit der ersten Retrospektive des Künstlerpaars.

## Kommerzielle Arbeiten
Die Arbeiten von Inez van Lamsweerde und Vinoodh Matadin wurden in vielen internationalen Magazinen veröffentlicht, darunter z. B.: Französische, Britische, Japanische, Italienische und Amerikanische Vogue, sowie im V Magazine, W Magazine, Harper’s Bazaar, Gentlemen’s Quarterly, Self Service, The New York Times Magazin, Purple Fashion, Visionaire, Fantastic Man, Butt, VMAN, Arena Homme Plus, Man About Town, und 032c.
Außerdem produzierten Inez van Lamsweerde und Vinoodh Matadin Werbekampagnen für folgenden Marken: Viktor & Rolf, Yves Saint Laurent, Balenciaga, Chloé, Stella McCartney, Valentino, Gucci, Givenchy, Calvin Klein, Roberto Cavalli, Jean-Paul Gaultier, Gap, Cesare Paciotti, Narciso Rodriguez, Dior Homme, Dior Joaillerie, Chanel Beauté, Pucci, Emanuel Ungaro, Lancôme, Balmain, Isabel Marant, Callaghan, H&M, Lee Cooper, Gloria Vanderbilt, Joop Jeans, Giuseppe Zanotti Design, Moschino, Miss Sixty, Jimmy Choo, Laura Mercier, Lanvin und Roberto Coin.
2015 drehten sie das Musikvideo zu FourFiveSeconds.

## Veröffentlichungen
- Pretty Much Everything, 3 Bände. Taschen, Köln 2011, ISBN 978-3-8365-2787-3